# Quercus ellipsoidalis
Quercus ellipsoidalis là một loài thực vật có hoa trong họ Cử. Loài này được E.J.Hill miêu tả khoa học đầu tiên năm 1899.

## Hình ảnh

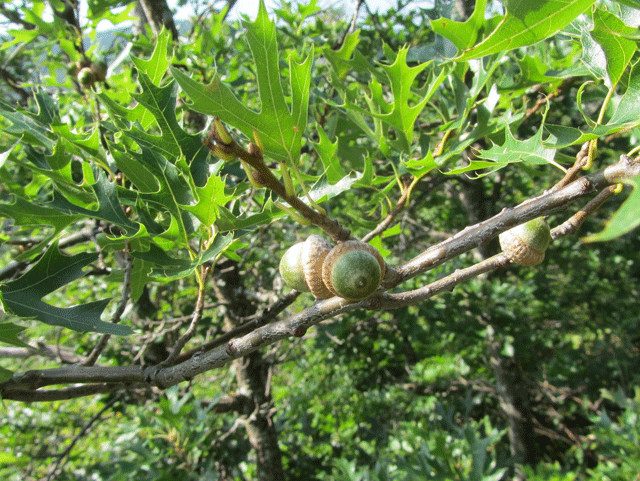
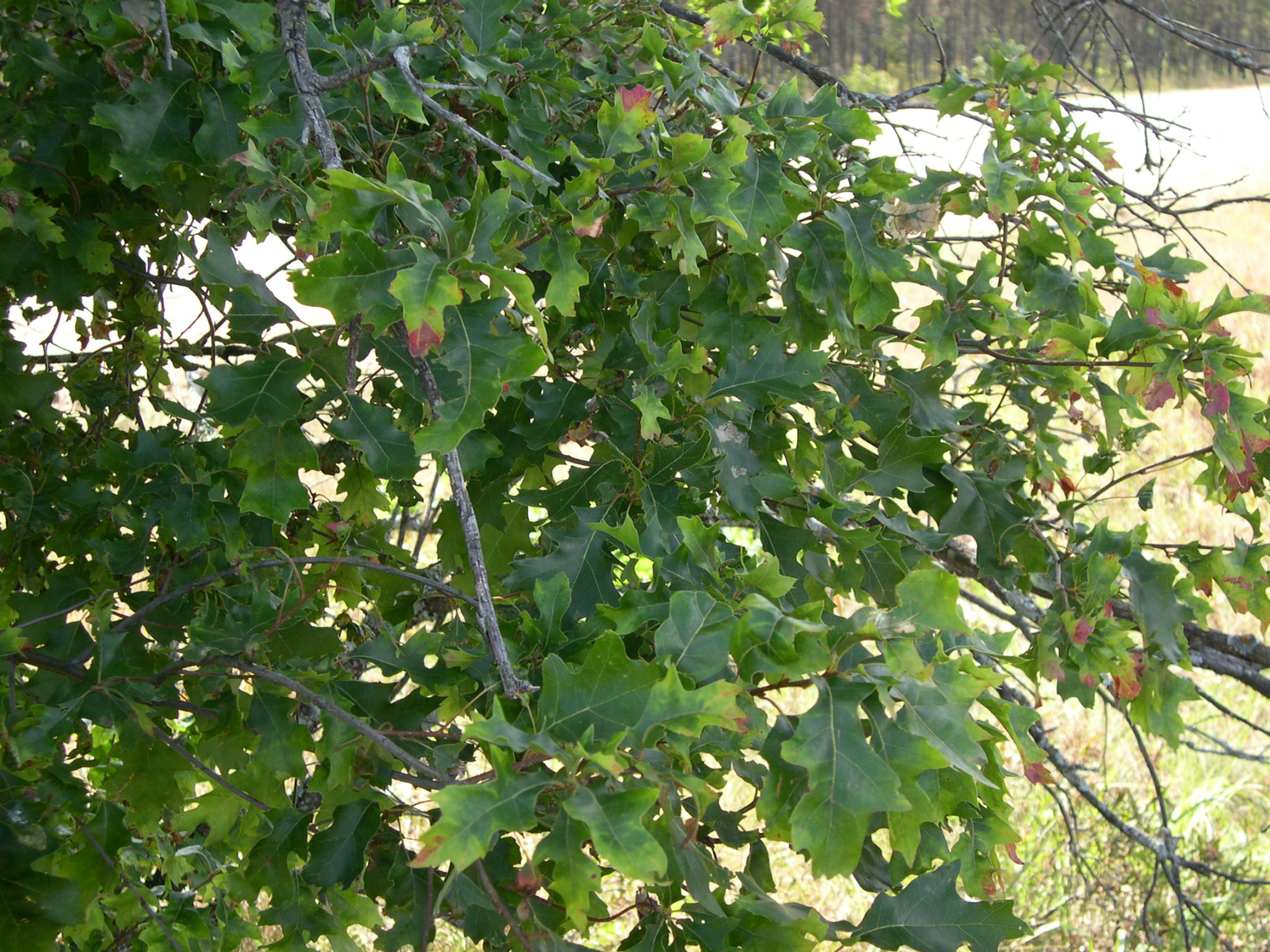